# 中国人民解放军东部战区疾病预防控制中心
中国人民解放军东部战区疾病预防控制中心，位于江苏省南京市玄武区中山东路293号，隶属无锡联勤保障中心。

## 简介
2005年8月23日，中国人民解放军南京军区疾病预防控制中心成立大会在南京举行，原南京军区联勤部军事医学研究所、卫生防疫队合并为南京军区疾病预防控制中心，成立大会由南京军区联勤部卫生部部长曹文献主持，南京军区联勤部副部长仇学富作指示。南京军区疾病预防控制中心对外也称中国人民解放军南京军区军事医学研究所。南京军区疾病预防控制中心是集疾病控制、卫生执法、应用研究、培训指导为一体的综合性专业技术机构，截至2011年下设疾病预防控制所、卫生监督监测所、医学防护所、消毒与媒介生物防制所、健康教育与信息情报所、流行病微生物学研究所、医药生物技术研究所、药品仪器检验所等；根据国务院和中央军委命令，该疾病预防控制中心还担负抽组国家级卫生防疫救援队和省级三防医学救援队的任务。中心主办《中华卫生杀虫药械》杂志，编辑出版《健康之友报》、《保健信息》。
2016年，在深化国防和军队改革中，转隶无锡联勤保障中心，并更名为无锡联勤保障中心疾病预防控制中心。

## 历任主任
中国人民解放军南京军区疾病预防控制中心
| 主任 …… - 王忠灿（？—？） - 李丙军（？—？） - 王长军（？—2016年） | 政治委员 …… - 陈逸（？—2016年） |

中国人民解放军东部战区疾病预防控制中心
| 主任 - [[]]（2016年—） | 政治委员 - [[]]（2016年—） |